# Vierarmenkruispunt
Het Vierarmenkruispunt (Frans: Quatre Bras) is een locatie op de grens van Tervuren, gelegen in de Belgische provincie Vlaams-Brabant, en Sint-Pieters-Woluwe, gelegen in het Brussels Hoofdstedelijk Gewest. De naam verwijst naar het kruispunt van de N227, de steenweg Mechelen-Waterloo (in de richting van Waterloo werd de steenweg door een traject van de Ring rond Brussel vervangen), en de N3, de Tervurenlaan. Bij uitbreiding wordt de naam ook gegeven aan de locatie.
De Vierarmentunnel voert het traject van de Ring rond Brussel onder het kruispunt. 